# Levichelifer fulvopalpus
Levichelifer fulvopalpus es una especie de arácnido del orden Pseudoscorpionida de la familia Cheliferidae.

## Distribución geográfica
Se encuentra en México y en Texas y Nuevo México en Estados Unidos.